# ادواردو پاوان
ادواردو پاوان (انگلیسی: Edoardo Pavan؛ زادهٔ ۱۴ ژوئن ۱۹۹۸) بازیکن فوتبال است.